# (239675) Mottez
(239675) Mottez est un astéroïde de la ceinture principale.

## Description
(239675) Mottez est un astéroïde de la ceinture principale. Il fut découvert par Bernard Christophe le 26 décembre 2008 à l'observatoire de Saint-Sulpice. Il présente une orbite caractérisée par un demi-grand axe de 2,39 UA, une excentricité de 0,143 et une inclinaison de 2,88° par rapport à l'écliptique.
Il fut nommé en l'honneur de l'astrophysicien Fabrice Mottez (né en 1963), qui travaille à l'observatoire de Meudon.

## Compléments